# Crotalus tancitarensis
Crotalus tancitarensis, también conocida como cascabel de bandas de Tancítaro es una especie de serpiente venenosa de la familia Viperidae. Es micro-endémica de la zona del Pico de Tancítaro en Michoacán, México.

## Descripción, distribución y hábitat
Presenta un color gris azulado con una marca negra en la nuca en forma de omega y de 48 a 51 bandas dorsales, presenta una franja postocular negra que se extiende desde el borde posterior inferior del ojo hasta el ángulo de la mandíbula. Tiene de 3 a 4 escamas en la región prefrontal y los ejemplares adultos tienen de 20 a 22 escamas subcaudales y de 156 a 160 escamas ventrales. El ejemplar adulto más largo encontrado tuvo una longitud total de 436 mm.
Es una especie diurna y su hábitat son los bosques de pino-oyamel-madroño a altitudes superiores a 3000 m s. n. m. y sólo se han encontrado ejemplares en el Cerro de Tancítaro. Esta especie comparte características con otras especies de cascabel de bosque montano, destacándose principalmente la cascabel enana, cascabel de bandas cruzadas y cascabel de dos manchas, incluso se llegó a considerar como una subespecie de la cascabel transvolcánica, nombrándose como "Crotalus triseriatus triseriatus" y también como una subespecie de la cascabel enana, nombrándose como "Crotalus intermedius intermedius".